# Monodnaviria
Monodnaviria ist ein Realm von Viren, der die meisten identifizierten einzelsträngigen DNA-Viren (ssDNA-Viren) umfasst.
Insbesondere gehören zu diesem Realm als prototypische Vertreter alle ssDNA-Viren, die für eine Endonuklease der HUH-Superfamilie kodieren, die eine so genannte Rolling-Circle-Replikation (englisch rolling circle replication, RCR) des zirkulären Virusgenoms initiiert. Die prototypischen Mitglieder des Realm werden oft als CRESS-DNA-Viren bezeichnet.
Neben den prototypischen Vertretern der Monodnaviria schließt man auch als atypische Mitglieder anders aufgebaute Viren und Virusgruppen (Kladen) ein, wenn eine Abstammung von prototypischen Vertretern angenommen werden kann.
Die atypischen Mitglieder replizieren (vermehren sich) dann meist auf andere Weise als durch Rolling-Circle-Replikation.
Zu den atypischen Monodnaviria gehören einige lineare einzelsträngige DNA-Viren (ssDNA-Viren), aber auch einige zirkuläre doppelsträngige DNA-Viren (dsDNA-Viren).
Der Realm Monodnaviria wurde 2019/2020 eingerichtet und umfasst bislang (Stand Januar 2021) vier Reiche: Loebvirae, Sangervirae, Trapavirae und Shotokuvirae. Viren in den ersten drei Reichen infizieren Prokaryonten (Bakterien oder Archaeen), die Viren der Shotokuvirae infizieren dagegen Eukaryonten, zu ihnen gehören die atypischen Mitglieder des Realm.
Die Viren im Realm Monodnaviria scheinen mehrfach unabhängig voneinander aus zirkulären prokaryotischen (d. h. bakteriellen und archaealen) Plasmiden, die die HUH-Endonuklease kodieren, entstanden zu sein.
Der Realm ist daher vermutlich polyphyletisch.
Auch die eukaryotischen Viren in diesen Realm scheinen mehrfach durch genetische Rekombinationsereignisse entstanden zu sein, bei denen Desoxyribonukleinsäure (DNA) aus den genannten Plasmiden mit Kapsidproteinen bestimmter RNA-Viren verschmolzen wurde.
Die CRESS-DNA-Viren der Shotokuvirae werden mit einer Vielzahl von Krankheiten in Verbindung gebracht. Darunter sind Krankheiten bei wirtschaftlich wichtigen Nutzpflanzen sowie eine Vielzahl von Krankheiten bei Tieren einschließlich des Menschen.
Zu den atypischen Mitgliedern des Reiches gehört die Klasse der Papovaviricetes mit den Papillomviren (Papillomaviridae) und Polyomaviren (Polyomaviridae), von denen bekannt ist, dass sie verschiedene Krebsarten verursachen.
Vielen Mitglieder der Monodnaviria können sich in die DNA ihrer Wirte integrieren und weisen eine relativ hohe Rate an genetischen Mutationen und Rekombinationen auf.

## Etymologie
Monodnaviria ist ein Portmanteau (Kombination) von mono (aus altgriechisch μόνος mónos, deutsch ‚einfach‘), DNA (Desoxyribonukleinsäure, en. deoxyribonucleic acid), und dem Suffix -viria für Realm.

## Charakterisierende Eigenschaften

### Endonuklease-initiierte Replikation

#### Prototypische Vertreter
Alle prototypischen Viren im Realm Monodnaviria kodieren für eine Endonuklease der HUH-Superfamilie.
Endonukleasen sind Enzyme, die Phosphodiesterbindungen innerhalb einer Polynukleotidkette spalten können. HUH- oder HuH-Endonukleasen sind Endonukleasen, die
- ein HUH-Motiv enthalten, das aus zwei Histidinresten besteht, die durch einen sperrigen hydrophoben Rest getrennt sind,
- und ein Y-Motiv, das einen oder zwei Tyrosinreste enthält.

HUH-Endonukleasen werden grob in zwei Kategorien von Enzymen eingeteilt: Replikationsinitiationsproteine (Rep) und Relaxase-/Mobilisierungsproteine. Die HUH-Endonuklease der ssDNA-Viren gehört zur ersten Gruppe (Rep), weil die von ihr vermittelte Spaltung des (zirkularen) viralen Genoms die Replikation einleitet.
In der Bezeichnung CRESS-DNA-Viren für prototypische Mitglieder der Monodnaviria steht CRESS für „circular rep-encoding single stranded (DNA)“.
Eine graphische Darstellung der Rolling-Circle-Replikation (RCR) findet sich auf ViralZone.
Die Einzelheiten des Ablaufs sind bei Chandler (2013) und Malathi (2019) beschrieben.

#### Atypische Vertreter
Während die prototypischen Viren in Monodnaviria zirkuläre ssDNA-Genome aufweisen und über RCR replizieren, weisen einige andere Viren lineare ssDNA-Genome mit unterschiedlichen Replikationsmethoden auf. Dazu gehören Vertreter der Familien Parvoviridae und Bidnaviridae, die dem Phylum Cossaviricota im Reich Shotokuvirae zugeordnet sind.
Parvoviren verwenden die rolling hairpin replication, bei der die Enden des Genoms Haarnadelschleifen aufweisen, die sich während der Replikation wiederholt entfalten und neu falten, um die Richtung der DNA-Synthese zu ändern und sich entlang des Genoms hin und her zu bewegen. Damit werden zahlreiche Kopien des Genoms in einem kontinuierlichen Prozess produziert. Einzelne Genome werden dann von der HUH-Endonuklease aus diesem Molekül herausgeschnitten.
Bidnaviren kodieren anstelle der HUH-Endonuklease ihre eigene proteinprimierte DNA-Polymerase, die das Genom repliziert, das zweigeteilt (bipartit) ist und in zwei separate Virionen (Virusteilchen) verpackt ist, anstatt die DNA-Polymerase der Wirtszelle zur Replikation zu verwenden.
- Bei Parvoviren wird die DNA durch die Wirts-DNA-Polymerase repariert, woraus eine dsDNA resultiert. Ein Ende jeder Haarnadelschleife wird dann von Rep aus dem kodierenden Teil des Genoms herausgeschnitten, und die Haarnadelschleife wird danach von der DNA-Polymerase repliziert. Die beiden Stränge werden dann getrennt und an beiden Enden der beiden Stränge werden Haarnadelschleifen gebildet. Eine genaue Beschreibung findet man bei Chandler (2013),[2] Graphiken auf ViralZone.[8][9]
- Bidnaviren benutzen für die Replikation keine HUH-Endonuklease und nicht die DNA-Polymerase der Wirtszelle, sondern kodieren stattdessen ihre eigene proteinprimierte DNA-Polymerase. Diese repliziert das zweigeteilte Genom (bipartit), das in zwei separaten Kapsiden verpackt ist. Beschreibungen finden sich beim ICTV,[3] bei Malathi (2019),[5] und Kazlauskas (2019);[7] Graphiken auf ViralZone.[10]

Darüber hinaus gibt es einige Viren im Realm Monodnaviria mit zirkulärem doppelsträngigem DNA-Genom. Dazu gehören die Familien Polyomaviridae und Papillomaviridae (Klasse Papovaviricetes im Phylum Cossaviricota).
Anstatt sich über RCR zu replizieren, verwenden diese Viren eine bidirektionale DNA-Replikation. Die bidirektionale DNA-Replikation beginnt mit dem Abwickeln der dsDNA an einer Stelle (Ursprung genannt), um die beiden DNA-Stränge voneinander zu trennen.
Es werden zwei Replikationsgabeln eingerichtet, die sich in entgegengesetzte Richtungen um das zirkuläre Genom bewegen, bis sie sich auf der dem Ursprung gegenüberliegenden Seite des zirkulären Genoms treffen und die Replikation abgeschlossen ist. Der Vorgang ist auf ViralZone graphisch dargestellt.

### Weitere Eigenschaften
Abgesehen von den oben erwähnten Replikationsmethoden haben die ssDNA-Viren in Monodnaviria eine Reihe gemeinsamer Merkmale. Die Kapside der ssDNA-Viren, die die virale DNA speichern, sind in der Regel ikosaedrisch geformt und bestehen entweder aus einer Art von Protein oder – im Fall von Parvoviren – aus mehreren Arten von Proteinen.
Alle ssDNA-Viren, bei denen die Struktur ihrer Kapsidproteine in hoher Auflösung analysiert wurde, haben in ihrer gefalteten Struktur eine einfache Jelly-Roll-Faltung (englisch single jelly roll fold) gezeigt.
Bei fast alle Familien von ssDNA-Viren hat das ssDNA-Genom positive Polarität. Die einzige Ausnahme bilden Viren der Familie Anelloviridae, die derzeit (Stand Januar 2021) noch keinem Realm zugeordnet sind und deren Genom mit negative Polarität aufweist.
In jedem Fall wird das Genom von ssDNA-Viren vor der Transkription in eine dsDNA-Form umgewandelt, die die Boten-RNA (mRNA) erzeugt zur Herstellung der viralen Proteine (ribosomale Translation).
CRESS-DNA-Viren haben auch ähnliche Genomstrukturen, Genomlängen und Genzusammensetzungen.
Schließlich weisen ssDNA-Viren eine relativ hohe Rate an genetischen Rekombinationen und Substitutionsmutationen auf.
Genetische Rekombination oder Mischung von ssDNA-Genomen kann zwischen eng verwandten Viren auftreten, wenn ein Gen gleichzeitig repliziert und transkribiert wird.
Dies kann dazu führen, dass die DNA-Polymerasen der Wirtszelle während des Prozesses DNA-Matrizen (d. h. die negativen Stränge) austauschen und dadurch eine Rekombination bewirken.
Diese Rekombinationen treten normalerweise im negativen Strang und entweder außerhalb der Gene oder an deren Rändern, nicht aber in der Mitte der Gene.
Die hohe Substitutionsrate bei ssDNA-Viren ist ungewöhnlich, da die Replikation hauptsächlich durch die DNA-Polymerase der Wirtszelle erfolgt, und diese Korrekturlesemechanismen zur Verhinderung von Mutationen enthält.
Substitutionen in ssDNA-Virusgenomen können auftreten, wenn die virale DNA oxidativ geschädigt wird, während sich das Genom eigentlich geschützt im Kapsid befindet.
Die Prävalenz von Rekombinationen und Substitutionen unter ssDNA-Viren bedeutet, dass eukaryotische ssDNA-Viren oft als bedrohliche Krankheitserreger erscheinen.

## Phylogenese
Genomvergleiche und phylogenetische Analysen der HUH-Endonukleasen, der Helikasen der Superfamilie 3 (S3H oder SF3) und der Kapsidproteine von Viren im Realm Monodnaviria haben gezeigt, dass sie einen multiplen, chimären Ursprung haben.
HUH-Endonukleasen von CRESS-DNA-Viren sind denen am ähnlichsten, die in kleinen Plasmiden von Bakterien und Archaeen vorkommen (deren Replikation ebenfalls vom Typ RCR ist). Sie scheinen sich dabei mindestens dreimal aus Plasmiden entwickelt zu haben.
HUH-Endonukleasen von prokaryotischen CRESS-DNA-Viren scheinen aus Plasmid-Endonukleasen ohne S3H-Domäne entstanden zu sein, während eukaryotische CRESS-DNA-Viren sich offenbar aus solchen mit S3H-Domäne entwickelt haben.
Die Kapsidproteine der eukaryotischen CRESS-DNA-Viren sind am engsten verwandt mit denen verschiedener tierischer und pflanzlicher RNA-Viren mit positiver Polarität, die zum Realm der Riboviria gehören (Baltimore-Gruppe IV).
Aus diesem Grund scheinen eukaryotische CRESS-DNA-Viren mehrfach aus Rekombinationsereignissen hervorgegangen zu sein, bei denen DNA aus bakteriellen und archaealen Plasmiden mit der komplementären DNA von RNA-Viren positiver Polarität verschmolzen wurden.
CRESS-DNA-Viren stellen daher ein bemerkenswertes Beispiel konvergenter Evolution dar, bei der nicht direkt miteinander verwandte Organismen dieselben oder ähnliche Merkmale entwickeln.
Lineare ssDNA-Viren, insbesondere Parvoviren, in Monodnaviria haben sich wahrscheinlich aus CRESS-DNA-Viren durch den Verlust der Verbindungsaktivität entwickelt, die von CRSS-DNA-Viren genutzt wird, um zirkuläre Genome zu schaffen.
Die zirkulären dsDNA-Viren in Monodnaviria wiederum scheinen sich aus Parvoviren durch die Inaktivierung der HUH-Domäne der Endonuklease entwickelt zu haben. Die HUH-Domäne wurde dann zu einer DNA-bindenden Domäne (DNA-Bindungsdomäne), wodurch die Art der Replikation dieser Viren auf bidirektionale Replikation umgestellt wurde.
Die Kapsidproteine dieser zirkulären dsDNA-Viren sind sehr unterschiedlich (hochgradig divergent), so dass unklar ist, ob sie sich aus Parvovirus-Kapsidproteinen oder auf andere Weise entwickelt haben.
Die Bidnaviren mit ihrem Genom aus linearer ssDNA scheinen dadurch entstanden zu sein, dass ein Parvovirus-Genom in das Genom eines Polintons integriert wurde (ein Polinton – auch Maverick genannt – ist ein genomisch großes Transposon, d. h. selbstreplizierendes DNA-Molekül). Auf diese Weise könnte die HUH-Endonuklease durch die DNA-Polymerase eines Polintons ersetzt worden sein.

### Systematik
Der Realm Monodnaviria gliedert sich in vier Reiche wie folgt (Stand Mai 2024):
- Reich: Loebvirae (monotypisch bis hinunter zum Rang der Ordnung) – infizieren nur Bakterien, mit filamentösen oder stäbchenförmige Virionen (Virusteilchen) aus einem alpha-helikalen Kapsidprotein. Sie kodieren ein Morphogeneseprotein, das eine ATPase der FtsK-HerA-Superfamilie ist.[Anmerkung 3]
  - Phylum: Hofneiviricota
    - Klasse: Faserviricetes
      - Ordnung: Tubulavirales
        - Familie: Inoviridae
        - Familie: Paulinoviridae
        - Familie: Plectroviridae

- Reich: Sangervirae (monotypisch bis hinunter zum Rang der Familie) – infizieren nur Bakterien, mit einem Kapsidprotein, das eine single jelly roll fold enthält, und ein Pilotprotein, das für den DNA-Transfer durch die Zellhülle erforderlich ist. Die Endonuklease der Sangervirae könnte ebenfalls ein vereinheitlichendes Merkmal sein, da sie monophyletisch zu sein scheint.
  - Phylum: Phixviricota
    - Klasse: Malgrandaviricetes
      - Ordnung: Petitvirales
        - Familie: Microviridae

- Reich: Shotokuvirae – kodieren für eine Endonuklease, die eine Endonuklease-Domäne (oder einen Abkömmling – Derivat davon) am Anfang der Aminosäuresequenz des Proteins enthält, sowie eine Helikase-Domäne der Superfamilie 3 am Ende der Aminosäuresequenz des Proteins.
  - Phylum: Cossaviricota – lineare ssDNA- und zirkuläre dsDNA-Viren, die von CRESS-DNA-Viren (dem anderen Phylum dieses Reichs) abstammen
    - Klasse: Mouviricetes
      - Ordnung: Polivirales
        - Familie Bidnaviridae

    - Klasse: Papovaviricetes – Details siehe dort
    - Klasse: Quintoviricetes
      - Ordnung: Piccovirales
        - Familie: Parvoviridae

  - Phylum: Cressdnaviricota – CRESS-DNA-Viren, Details siehe dort

- Reich: Trapavirae – infizieren nur Archaeen, ihre Virushülle enthält ein Membranfusionsprotein
  - Phylum Calorviricota (infizieren thermophile Archaeen, monotypisch bis hinunter zum Rang der Familie)
    - Klasse Caminiviricetes
      - Ordnung Ageovirales
        - Familie Thalassapleoviridae

  - Phylum: Saleviricota (infizieren halophile Archaeen, monotypisch bis hinunter zum Rang der Familie)
    - Klasse: Huolimaviricetes
      - Ordnung: Haloruvirales
        - Familie: Pleolipoviridae

Der Realm Monodnaviria umfasst die überwiegende Mehrheit der identifizierten ssDNA-Viren, die im Baltimore-Klassifikationssystem, das die Viren auf der Grundlage ihrer mRNA-Produktion in Gruppen zusammenfasst, zur Gruppe II (ssDNA-Viren) gehören.
Von den 16 ssDNA-Virusfamilien sind gegenwärtig (Stand Mai 2024) noch ohne eine durch das ICTV bestätigte Zuordnung zu einem Realm:
- Alphasatellitidae
- Anelloviridae (vorgeschlagenes Mitglied des Reiches Monodnaviria)
- Avsunviroidae
- Pospiviroidae
- Spiraviridae
- Tolecusatellitidae

Die dsDNA-Viren in Monodnaviria werden der Baltimore-Gruppe I zugeordnet (dsDNA-Viren).
Die Familie Anelloviridae ist mit diesem Stand keinem Reich zugeordnet. Es gibt aber einen Vorschlag, sie dem Realm Monodnaviria unterzuordnen, da ihre Mitglieder anscheinend morphologisch den Zirkoviren (Familie Circoviridae) ähneln. Man vermutet, dass die Anelloviren im Wesentlichen CRESS-DNA-Viren mit negativer Polarität sind, im Gegensatz zu den typischen Vertretern diese Familie mit positiver Polarität.

## Wechselwirkungen mit dem Wirt

### Krankheiten
Die eukaryotischen CRESS-DNA-Viren sind mit einer Vielzahl von Krankheiten assoziiert. Pflanzenviren der Familien Geminiviridae und Nanoviridae infizieren wirtschaftlich wichtige Nutzpflanzen und verursachen erhebliche Schäden in der landwirtschaftlichen Produktion.
Die Tierviren der Circoviridae werden mit zahlreichen Krankheiten in Verbindung gebracht, darunter Atemwegserkrankungen, Darmerkrankungen und Fortpflanzungsprobleme.
Vermutlich können die Bacilladnaviridae, die in erster Linie Kieselalgen befallen, eine wichtige Rolle bei der Bekämpfung und Kontrolle von Algenblüten spielen.
Die atypischen Mitglieder des Realm werden auch mit vielen weithin bekannten Krankheiten in Verbindung gebracht.
Parvoviren (Parvoviridae) sind vor allem dafür bekannt, dass sie in der Familie der Hunde (Canidae) tödliche Infektion verursachen können und beim Menschen Ringelröteln verursachen.
Papillomviren (Papillomaviridae) und Polyomaviren (Polyomaviridae) sind dafür bekannt, dass sie verschiedene Arten von Krebs und andere Krankheiten verursachen. Ein Vertreter der Polyomaviren (Merkelzell-Polyomavirus) ist für das Merkelzellkarzinom verantwortlich, und Papillomviren verursachen verschiedene Genital- und andere Krebsarten sowie Warzen.

### Endogenisierung
Zum Rep-Protein sind keine Homologe in zellulären Organismen bekannt. Das bedeutet, dass wenn das Rep-Protein kodiert im Genom eines Organismus gefunden wird, dies anzeigt, dass virale DNA in das Genion des Organismus integriert wurde (Endogenisierung). Bekannteste Beispiele dafür finden sich anderweit bei den Retroviren (Endogenes Retrovirus, HIV).
Bei Eukaryonten wird die Endogenisierung am häufigsten bei Pflanzen, aber auch bei Tieren, Pilzen und verschiedenen Protozoen beobachtet.
Die Endogenisierung kann auf verschiedene Weise erfolgen, wie z. B. durch eine Integrase oder transponierende Enzyme oder durch Ausnutzung der Rekombinationsmaschinerie der Wirtszelle.
Die meisten endogenisierten ssDNA-Viren befinden sich zwar in nicht-kodierenden Regionen des Genoms des Organismus. Aber manchmal werden die viralen Gene dennoch exprimiert, und das Rep-Protein kann vom Organismus genutzt werden.
Wenn die virale DNA ein Teil des Genoms eines Organismus werden kann, stellt dies ein Beispiel für horizontalen Gentransfer (HGT) zwischen nicht verwandten Organismen dar (genauer: vom Virus zum Wirt, englisch virus to host, v2h) und kann zur Untersuchung der Evolutionsgeschichte verwendet werden. Durch den Vergleich verwandter Organismen ist es möglich, das ungefähre Alter von ssDNA-Viren abzuschätzen. Zum Beispiel hat der Vergleich von Tiergenomen gezeigt, dass Zirkoviren und Parvoviren vor mindestens 40–50 Millionen Jahren erstmals in die Genome ihrer Wirte integriert wurden.

## Forschungsgeschichte
Die früheste Erwähnung einer durch ein Virus aus dem Realm Monodnaviria hervorgerufenen Krankheit stammt aus einem Gedicht der japanischen Kaiserin Shōtoku (称徳天皇, auch Kōken 孝謙 genannt) vom Jahr 752. In diesem wird eine Vergilbungs- oder Blattadernkrankheit von Wasserdost-Pflanzen (Eupatorium) beschrieben, die wahrscheinlich durch Geminiviren verursacht wird.
Dies war Anlass, das Virenreich Shotokuvirae innerhalb der Monodnaviria, zu dem die Geminiviren gehören, nach der Kaiserin zu benennen.
Die erste Erwähnung von ssDNA-Viren in der Neuzeit stammt 1888 aus Australien, als eine durch Zirkoviren verursachte Kahlköpfigkeit bei Vögeln beobachtet wurde.
Das erste tierische CRESS-DNA-Virus, das charakterisiert wurde, war im Jahr 1974 das Porcine Circovirus.
1977 wurde das erste Genom von einem ssDNA-Virus, dem Bean Golden Mosaic Virus, detailliert beschrieben. Ab den 1970er Jahren wurden untereinander nahe verwandte Mitglieder der heutigen Monodnaviria in Familien organisiert, mit Parvoviridae als der ersten anerkannten ssDNA-Familie.
In den letzten Jahren haben Analysen von viraler DNA in verschiedenen Umgebungen wie Fäkalien oder Meeressedimenten gezeigt, dass ssDNA-Viren in der Natur weit verbreitet sind.
Durch das zunehmende Wissen über diese Vielfalt war es möglich, ihre Evolutionsgeschichte besser zu verstehen.
Die Beziehung zwischen den CRESS-DNA-Viren untereinander wurde zwischen 2015 und 2017 gelöst, was 2019 zur Einrichtung des Realm Monodnaviria auf Grundlage der Gemeinsamkeiten führte, einschließlich der von diesen abstammenden Viren.
Obwohl die CRESS-DNA-Viren polyphyletischen Ursprungs zu sein schienen, liefern die ähnliche Genomstruktur, Genomlänge und Genzusammensetzungen der die Rechtfertigung, sie in einem Realm zu vereinen.